# Gromiida
Gromiida là một bộ thuộc ngành Cercozoa. Nó là một bộ duy nhất trong lớp Gromiidea.

## Phân loại
Lớp Gromiidea Cavalier-Smith 2003 sensu Bass et al. 2009
- Bộ Gromiida Claparède & Lachmann 1856 s.s.
  - Họ Gromiidae Ruess 1862 [Gromiina Delage & Herouard 1896; Gromioidea Reuss 1862]
    - Chi Gromia Dujardin 1835 [Hyalopus Schaudinn 1894]